# Liste der Botschafter von Trinidad und Tobago beim Heiligen Stuhl
Die Liste der Botschafter von Trinidad und Tobago beim Heiligen Stuhl bietet einen Überblick über die Leiter der diplomatischen Vertretung der Republik Trinidad und Tobago beim Völkerrechtssubjekt des Heiligen Stuhls seit Aufnahme diplomatischer Beziehungen.
| Amtszeit  | Name                           | Anmerkung                 |
| --------- | ------------------------------ | ------------------------- |
| 1984–1988 | Maurice Oscar St. John         | Botschafter               |
| 1988–1992 |                                | kein Botschafter entsandt |
| 1992–1998 | Lingston Lloyd Cumberbatch     | Botschafter               |
| 1998–2003 | Susan N. Gordon                | Geschäftsträgerin         |
| 2003–2005 | Learie Edgar Rousseau          | Botschafter               |
| 2005–2006 | Gerard Greene                  | Geschäftsträger           |
| 2006–2009 | Keith de Freitas               | Geschäftsträger           |
| 2009–2011 | Bruce Lai                      | Geschäftsträger           |
| 2011–     | Margaret Allison King-Rousseau | Botschafterin             |

## Weblink
- Martin Wolters: Das beim Hl. Stuhl akkreditierte Diplomatische Korps In: Die Apostolische Nachfolge